# Jour de la victoire (Azerbaïdjan)
Pour les articles homonymes, voir Jour de la victoire.

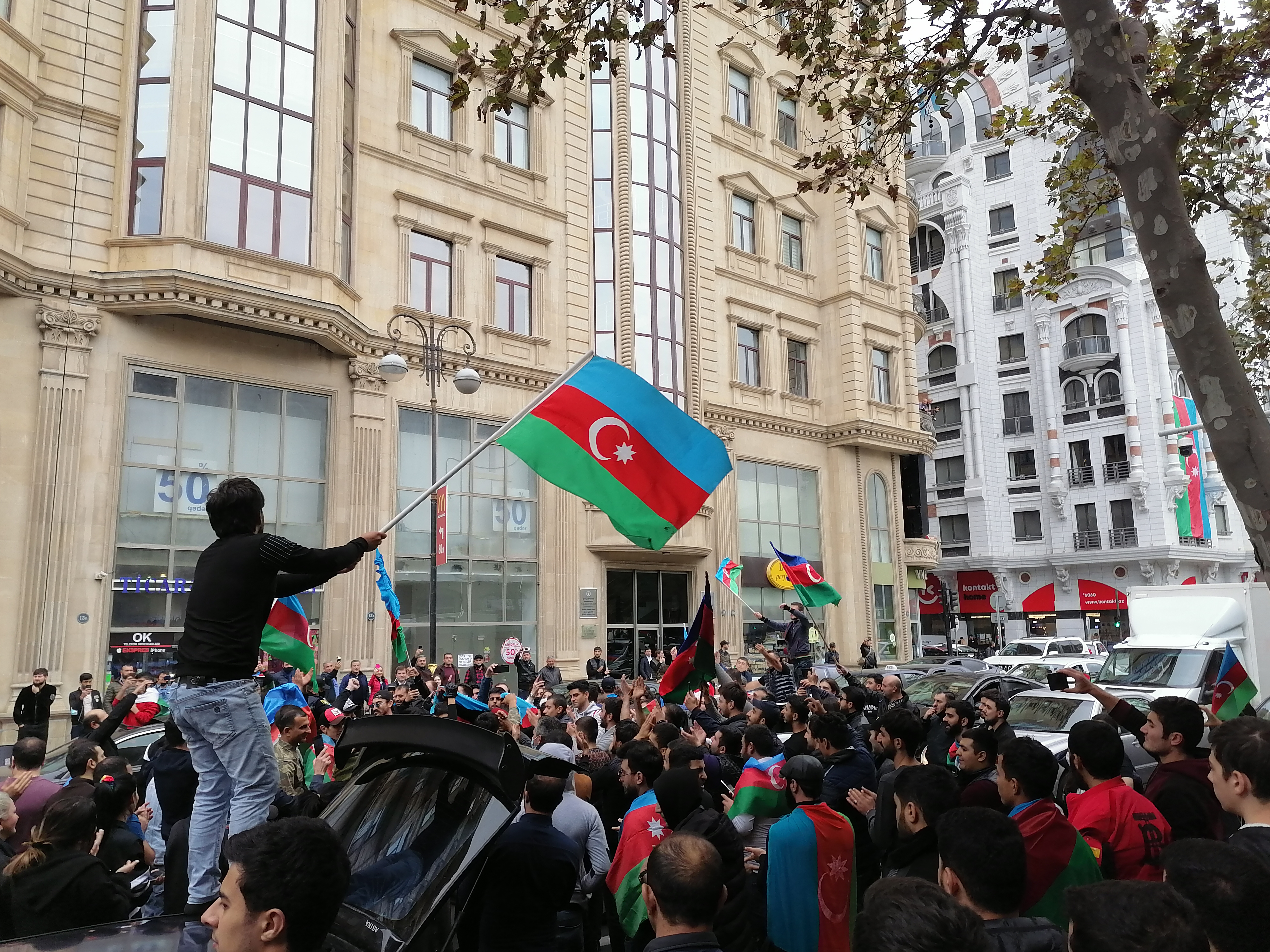
Habitants de Bakou célébrant la victoire azerbaïdjanaise le 10 novembre 2020.

Le Jour de la Victoire (en azerbaïdjanais: Zəfər Günü) est un jour férié en Azerbaïdjan qui est célébré le 8 novembre, en commémoration de la victoire de l'Azerbaïdjan dans la guerre du Haut-Karabakh en 2020, officiellement qualifiée de guerre patriotique. Instituée par décret du président de l'Azerbaïdjan Ilham Aliyev, en date du 2 décembre 2020, la fête est célébrée le jour de la prise de Choucha.

## Histoire
Le 27 septembre 2020, des affrontements ont éclaté dans la région du Haut-Karabakh, contrôlée de facto par la République autoproclamée et non reconnue de l'Artsakh, mais faisant partie de jure de l'Azerbaïdjan. Les forces azerbaïdjanaises ont d'abord avancé dans les districts de Fuzuli et de Jabrayil, prenant leurs centres administratifs respectifs. De là, ils se sont dirigés vers Hadrout. Les troupes azerbaïdjanaises ont commencé à avancer plus intensément après la chute de Hadrout vers le 15 octobre, et les Arméniens ont commencé à battre en retraite, les Azerbaïdjanais prenant alors le contrôle de Zangilan et de Qubadli. Lançant une offensive pour Latchin, ils ont également pénétré dans le district de Choucha à travers ses forêts et ses cols de montagne.
À la suite de la prise de Choucha, la deuxième plus grande ville du Haut-Karabakh, un accord de cessez-le-feu a été signé entre le président de l'Azerbaïdjan Ilham Aliyev, le Premier ministre arménien Nikol Pachinian, et le président de Russie Vladimir Poutine, mettant fin à toute hostilité dans la région à partir de 00h00, le 10 novembre 2020, heure de Moscou. En vertu de cet accord, les parties belligérantes garderont le contrôle de leurs zones actuellement détenues dans le Haut-Karabakh, tandis que l'Arménie rendra les territoires environnants qu'elle occupait en 1994 à l'Azerbaïdjan. L'Azerbaïdjan obtiendra également un accès terrestre à son enclave de Nakhitchevan bordant la Turquie et l'Iran. Environ 2 000 soldats russes seront déployés en tant que forces de maintien de la paix le long du couloir de Latchin entre l'Arménie et le Haut-Karabakh pour un mandat d'au moins cinq ans.
Le 8 novembre 2021, une projection vidéo a été projetée sur le bâtiment du Centre muséal à Bakou à l’occasion du Jour de la Victoire, célébré le 8 novembre. La projection vidéo était accompagnée d'œuvres des coryphées immortelles de la musique azerbaïdjanaise.
Ensuite, à Choucha, il y a eu un feu d'artifice musical dédié à la libération des terres azerbaïdjanaises de l'occupation.

### Institution
Le 2 décembre 2020, le président azerbaïdjanais, Ilham Aliyev, a signé un décret établissant le jour de la victoire comme jour férié en Azerbaïdjan. Le jour de la signature de l'accord de cessez-le-feu mettant fin à la guerre et son entrée en vigueur par l'heure de l'Azerbaïdjan, le 10 novembre, devaient être célébrés en Azerbaïdjan comme le jour de la victoire. Le lendemain, cette commande a été annulée. La date de célébration de la fête a été modifiée au 8 novembre, jour où les forces azerbaïdjanaises ont pris le contrôle de Choucha, la date précédente chevauchant le Jour commémoratif de Mustafa Kemal Ataturk en Turquie.